# Estrilda poliopareia
La estrilda del Níger (Estrilda poliopareia) es una especie de ave paseriforme de la familia Estrildidae endémica de los humedales del sur de Nigeria. Se estima que su área de distribución total es de unos 38.000 km².

## Descripción
La estrilda del Níger mide aproximadamente 12 cm de largo. Su plumaje es en general de tonos pardos, más claros en las partes inferiores y grisáceos en la cabeza. Su pico es de color rojo, al igual que su obispillo. De cerca se aprecia en él un fino listado en sus partes superiores, pecho y flancos. El íris de sus ojos es blanquecino, una característica poco frecuente en su familia. Su canto típico es silbido de tipo tzzzt.

## Distribución y hábitat
La estrilda del Níger vive en pequeñas bandas de unos 20 individuos o más. Se encuentra únicamente en el sur de Nigeria, y fue descrita a partir de solo cinco avistamientos confirmados. Se encuentra generalmente en los herbazales altos que rodean los ríos, lagunas, pantanos y bosques. Se alimenta principalmente de las semillas de las hierbas que recolecta de las espigas.